# Bergsteentijm
Bergsteentijm (Clinopodium menthifolium, synoniem: Calamintha sylvatica) is een lage vaste plant uit de lipbloemenfamilie (Lamiaceae). De soort komt enkel voor op droge, kalkrijke grond.

## Ondersoorten
De drie ondersoorten van Clinopodium menthifolium worden ook wel als zelfstandige soorten beschouwd:
- Clinopodium menthifolium (Clinopodium menthifolium subsp. menthifolium)
- Clinopodium ascendens (Clinopodium menthifolium subsp. ascendens)
- Clinopodium hirtum (Clinopodium menthifolium subsp. hirtum)